# Альметьево (Сармановский район)
Альме́тьево (тат. Әлмәт) — село в Сармановском районе  Республики Татарстан. Является административным центром Альметьевского сельского поселения.

## География
Село расположено на реке Сарсаз, в 8 километрах к востоку от села Сарманово. 

## История
Село основано в первой половине XVIII века. В дореволюционных источниках известно под названием Альметь-Муллино. 
В XVIII - XIX веках жители в сословном отношении делились на тептярей, башкир-вотчинников и государственных крестьян. Занимались земледелием, разведением скота. По сведениям 1859 года, в Альметьево имелись мечеть, медресе, 2 водяные мельницы. 
До 1920 года село входило в Альметь-Муллинскую волость Мензелинского уезда Уфимской губернии. С 1920 года в составе Мензелинского, с 1922 года — Челнинского кантонов ТАССР. С 10 августа 1930 года в Сармановском районе.

## Население
| 1816 | 1897 | 1920 | 1926 | 1938 | 1958 | 1970 | 1989 | 2000 |
| ---- | ---- | ---- | ---- | ---- | ---- | ---- | ---- | ---- |
| 159  | 1239 | 1730 | 1173 | 1002 | 650  | 806  | 450  | 514  |

| 2010 | 2011 | 2012 | 2013 | 2014 | 2015 | 2016 |
| ---- | ---- | ---- | ---- | ---- | ---- | ---- |
| 458  | ↘457 | ↗466 | ↗474 | ↘470 | ↘468 | ↘464 |
| 2017 | 2018 |      |      |      |      |      |
| ↘458 | ↘455 |      |      |      |      |      |

## Экономика
Полеводство, мясо-молочное скотоводство; комбикормовый завод "Сармановский".

## Инфраструктура
Средняя школа, дом культуры, библиотека. 

## Религия
Мечеть.

## Известные люди
Альметьево — родина историка и религиозного деятеля Мурада Рамзи.